# Enderova hra (film)
Enderova hra (v anglickém originále Ender's Game) je americký sci-fi film z roku 2013 natočený podle části stejnojmenné knižní ságy. Odvíjí se okolo osoby Andrewa Endera Wiggina.

## Casus beli
Padesát let před koncem filmu 2x zaútočila na Zemi mimozemská hmyzí rasa - Formíňané. Útok byl zastaven tím, že Mazer Rakham naboural svou stíhačkou do lodi královny hnízda. Zjevně při tom zemřel.

## Děj

### Počátek filmu - planeta Země
Andrew Ender Wiggin je šesti až patnáctiletý chlapec. V blízké budoucnosti cvičí na Kadetské Škole lidské vesmírné flotily. Hlavním odznakem kadeta je čip vložený na páteř pod temeno. Ten mu odeberou a může jít domů. Než ale odejde ze školy, najde si ho parta výrostků a chce ho zbít do krve. Jelikož je mladší Ender chytřejší, jede do nemocnice zbitý do krve jeden z výrostků. U Endera doma překvapí Wigginovic rodinu plukovník Hyrum Graff, který mladému Enderovi řekne, že byl přijat na Bitevní školu, ležící na orbitální stanici.

### Bitevní školana orbitu
Bonzo Madrid je velitelem týmu Salamandrů (Mloků). Pořád si chce dobírat Endera kvůli jeho mládí a výškovému rozdílu. AE Wiggin se zde také seznámí s další kadetkou a svou velkou kamarádkou - Petrou Arkániovou. AE Wiggin a Petra pomohou svému Salamandrovskému týmu tak, že vystřelí ze zákrytu a AE Wiggin se dostane až do místa, kde je jasné, že vyhráli. Nicméně Bonzo je nechce vidět pohromadě a tak se zrodí vykopávkový tým - Tým Draků, který dostane AE na povel a jeho vedení způsobí, že vyhraje. To se zas nelíbí Bonzovi a tak jej za dohledu dvou výrostků chce zbít, nejlépe zabít. To však AE Wiggin zase vyhraje a Bonzo to odnese zlomenou krční páteří. Ender odchází z bitevní školy zpátky na zem, a to přesto, že je její nejlepší žák. Jeho sestra ho však přesvědčí k opětovnému odletu z Naší Matky.

### Hluboký vesmír
Neletí však do Bitevní školy, ale do předsunuté kolonie na planetě blízké Termiťanskému zdrojovému světu. Vyhraje zde několik bojových simulací, i tu poslední - avšak hned po jejím konci, kdy byla zničena Termiťanská planeta, se dozvíme, že to nebyla simulace, ale skutečný boj. Termiťanský svět je celý mrtvý. Jde si odpočnout, usne, po vzbuzení se na předsunuté planetě podívá z okna a uvidí známé místo. To se s ním tehdy na Bitevní akademii pokoušela mluvit jedna z termiťanských královen - jediná co přežila dnešní akt genocidy, nyní však umírající. Ender ji vyhledá, vezme si od ní vejce s mladou královnou uvnitř a letí jako svobodný admirál splnit, co slíbil umírající termiťanské matce - obnovit její rasu na některé z planet.